# Jack Fairman
Jack Fairman   (Horley, 15 de març de 1913 - Rugby, 7 de febrer de 2002) va ser un pilot de curses automobilístiques britànic que va arribar a disputar curses de Fórmula 1.
Va néixer el 15 de març del 1913 a Horley, Surrey i va morir el 7 de febrer del 2002 a Rugby, Warwickshire.
Va debutar a la sisena cursa de la quarta temporada de la història del campionat del món de la Fórmula 1, la corresponent a l'any 1953, disputant el 18 de juliol el GP de la Gran Bretanya al Circuit de Silverstone. Va participar en tretze curses puntuables pel campionat de la F1, disputades en diferents temporades entre 1953 i 1961.

## Resultats a la Fórmula 1
| Any  | Equip                    | Xassís    | Motor           | 1   | 2   | 3   | 4   | 5       | 6       | 7       | 8       | 9      | 10  | 11    | Posició | Punts |
| ---- | ------------------------ | --------- | --------------- | --- | --- | --- | --- | ------- | ------- | ------- | ------- | ------ | --- | ----- | ------- | ----- |
| 1953 | HW Motors                | HWM       | Alta            | ARG | 500 | HOL | BEL | FRA     | GBR Ret | ALE     | SUI     |        |     |       | -       | 0     |
| 1953 | Connaught Engineering    | Connaught | Lea-Francis     |     |     |     |     |         |         |         |         | ITA NC |     |       | -       | 0     |
| 1955 | Connaught Engineering    | Connaught | Alta            | ARG | MON | 500 | BEL | HOL     | GBR NVS | ITA     |         |        |     |       | -       | 0     |
| 1956 | Connaught Engineering    | Connaught | Alta            | ARG | MON | 500 | BEL | FRA     | GBR 4   | ALE Ret | ITA 5   |        |     |       | 10è     | 5     |
| 1957 | Owen Racing Organisation | BRM       | BRM             | ARG | MON | 500 | FRA | GBR Ret | ALE     | PES     | ITA     |        |     |       | -       | 0     |
| 1958 | BC Ecclestone            | Connaught | Alta            | ARG | MON | HOL | 500 | BEL     | FRA     | GBR Ret | ALE     | POR    | ITA |       | -       | 0     |
| 1958 | Cooper Car Company       | Cooper    | Coventry Climax |     |     |     |     |         |         |         |         |        |     | MAR 8 | -       | 0     |
| 1959 | High Efficiency Motors   | Cooper    | Coventry Climax | MON | 500 | FRA | HOL | GBR Ret | ALE     | POR     |         |        |     |       | -       | 0     |
| 1959 | High Efficiency Motors   | Cooper    | Maserati        |     |     |     |     |         |         |         | ITA Ret | USA    |     |       | -       | 0     |
| 1960 | CT Atkins                | Cooper    | Coventry Climax | ARG | MON | 500 | USA | HOL     | BEL     | FRA     | GBR Ret | POR    | ITA |       | -       | 0     |
| 1961 | Rob Walker Racing        | Ferguson  | Coventry Climax | MON | HOL | BEL | FRA | GBR DSQ | ALE     |         |         |        |     |       | -       | 0     |
| 1961 | Fred Tuck Cars           | Cooper    | Coventry Climax |     |     |     |     |         |         | ITA Ret | USA     |        |     |       | -       | 0     |

### Resum
| Curses: | Victòries: | Pòdiums: | Poles: | Voltes ràpides: | Punts: |
| ------- | ---------- | -------- | ------ | --------------- | ------ |
| 13      | 0          | 0        | 0      | 0               | 5      |